# حفل توزيع جوائز الأوسكار السابع والستون
أقيم حفل توزيع جوائز الأوسكار السابع والستون في 27 مارس 1995، في قاعة مزار في لوس أنجلوس في الولايات المتحدة الأمريكية. قدّم الحفل ديفيد ليترمان.

## جوائز
- توم هانكس أفضل ممثل
- جيسيكا لانج أفضل ممثلة
- فورست غامب (فيلم) أفضل فيلم
- ديان فيست أفضل ممثلة مساعدة

## روابط خارجية
- حفل توزيع جوائز الأوسكار السابع والستون على موقع IMDb (الإنجليزية)
- حفل توزيع جوائز الأوسكار السابع والستون على موقع ميوزك برينز (الإنجليزية)